# Episodi di Sneaky Pete (prima stagione)
La prima stagione della serie televisiva Sneaky Pete, composta da 10 episodi, ha pubblicato il primo episodio negli Stati Uniti il 7 agosto 2015 mentre i restanti nove episodi il 13 gennaio 2017 su Amazon Video.
In Italia la stagione è stata interamente pubblicata il 27 gennaio 2017 sempre sul servizio streaming Amazon Video.
| nº | Titolo originale        | Titolo italiano             | Pubblicazione USA | Pubblicazione Italia |
| -- | ----------------------- | --------------------------- | ----------------- | -------------------- |
| 1  | Pilot                   | Pilota                      | 7 agosto 2015     | 27 gennaio 2017      |
| 2  | Safe                    | La cassaforte               | 13 gennaio 2017   | 27 gennaio 2017      |
| 3  | Mr. Success             | Mister Successo             | 13 gennaio 2017   | 27 gennaio 2017      |
| 4  | The Fury                | Furia                       | 13 gennaio 2017   | 27 gennaio 2017      |
| 5  | Sam                     | Sam                         | 13 gennaio 2017   | 27 gennaio 2017      |
| 6  | Coyote Is Always Hungry | Un coyote è sempre affamato | 13 gennaio 2017   | 27 gennaio 2017      |
| 7  | Lieutenant Bernhardt    | Tenente Bernhardt           | 13 gennaio 2017   | 27 gennaio 2017      |
| 8  | The Roll Over           | Il capovolgimento           | 13 gennaio 2017   | 27 gennaio 2017      |
| 9  | The Turn                | La svolta                   | 13 gennaio 2017   | 27 gennaio 2017      |
| 10 | The Longest Day         | Il giorno più lungo         | 13 gennaio 2017   | 27 gennaio 2017      |